# Kanton Oisemont
Kanton Oisemont (fr. Canton d'Oisemont) byl francouzský kanton v departementu Somme v regionu Pikardie. Skládal se z 31 obcí. Zrušen byl po reformě kantonů 2014.

## Obce kantonu
- Andainville
- Aumâtre
- Avesnes-Chaussoy
- Bermesnil
- Cannessières
- Épaumesnil
- Étréjust
- Fontaine-le-Sec
- Forceville-en-Vimeu
- Foucaucourt-Hors-Nesle
- Fresnes-Tilloloy
- Fresneville
- Fresnoy-Andainville
- Frettecuisse
- Heucourt-Croquoison
- Inval-Boiron
- Lignières-en-Vimeu
- Le Mazis
- Mouflières
- Nesle-l'Hôpital
- Neslette
- Neuville-au-Bois
- Neuville-Coppegueule
- Oisemont
- Saint-Aubin-Rivière
- Saint-Léger-sur-Bresle
- Saint-Maulvis
- Senarpont
- Vergies
- Villeroy
- Woirel